# Megalopta cuprea
Megalopta cuprea är en biart som beskrevs av Heinrich Friese 1911. Megalopta cuprea ingår i släktet Megalopta och familjen vägbin. Inga underarter finns listade i Catalogue of Life.